# Johann Ludwig Möhring
Johann Ludwig Möhring (* 18. Februar 1760 in Jever; † 7. Juni 1835) war großherzoglich oldenburgischer Geheimer Hofrat in Jever und Mitbegründer der dortigen Feuersozietät.
Seine Eltern waren der Hofrat und Leibarzt Paul Heinrich Gerhard Möhring und dessen Ehefrau Juliane Damm.

## Leben
Er absolvierte in Aurich das Gymnasium Ulricianum. 1778 immatrikulierte er sich in der Universität Göttingen, wo er die Rechte studierte. Im Jahr 1781 kehrte er nach Jever zurück und wurde nach einer Prüfung als Advokat zugelassen. Er praktizierte danach 18 Jahre in seiner Heimatstadt. In dieser Zeit wurde er auch zum Geheimen Rat ernannt. Im Jahr 1799 erhielt er von der Fürstin der Herrschaft Jever die Beamtenstelle in Tettens. Auch als die Holländer Ostfriesland im Jahr 1806 besetzten, blieb er dort. Er sollte Kontributionen in Höhe von 2 Millionen Talern eintreiben, als die Herrschaft Jever mit Ostfriesland zum Departement Ostfriesland zusammengefasst wurde. 1808 war er bei der Konferenz in Aurich anwesend, als es zur Verteilung der Lasten kam. 1811 verlor er mit der Machtübernahme der Franzosen seine Stelle. Er wurde nun Hilfsrichter und 1812 Mitglied des Tribunals in Jever. Nach der Vertreibung der Franzosen 1813 ernannte ihn der Herzog am 1. Oktober 1814 zum Landgerichtsassessor des neuen Landgerichts der Herrschaft Jever.
Als am 9. November 1821 der erste Assessor seinen Abschied nahm, wurde er sein Nachfolger, bis auch er am 28. August 1826 die Stelle abgab. Er wurde darauf zum Kanzleirat und Vorsitzenden des der Generalarmeninspektion in Jever ernannt. Am 24. Juli 1832 ist er als Justizrat in den Ruhestand verabschiedet worden. Am 3. Januar 1834 wurde er vom Großherzog zum Geheimrat ernannt. Möhring starb nach kurzer Krankheit unverheiratet.
Er hatte eine gut gehende Anwaltspraxis. Ab 1782 begann er mit der Erweiterung eines kleinen Gehölzes bei seinem Landhaus bei Jever, genannt Gotteskammer. Er ließ dort verschiedene Obstsorten anbauen, womit er zu einem Vorbild in der Gegend wurde. Zudem kaufte er umliegende Moore auf, um diese zu entwässern und in Weideland umzuwandeln.
Am 31. Oktober 1794 war er Mitbegründer einer Feuerversicherung für die Herrschaft Jever, deren  Statuten er auch entwarf. Aber es dauerte bis zum 10. November 1819, bis die Statuten in Oldenburg bestätigt wurden.